# Korek Airlines
Korek Airlines — бывшая чартерная авиакомпания Ирака со штаб-квартирой в городе Эрбиль (Иракский Курдистан), работавшая на рынке коммерческих авиаперевозок с апреля по май 2006 года.

## История
Авиакомпания Korek Airlines была образована в апреле 2006 года в качестве чартерного перевозчика из международного аэропорта Эрбиль. Воздушный флот компании составлял один пассажирский лайнер McDonnell Douglas MD-83, взятый в мокрый лизинг у австрийской авиакомпании MAP Jet.
Спустя месяц Korek Airlines прекратила операционную деятельность, вернув самолёт обратно арендодателю 26 мая 2006 года.

## Флот
Korek Airlines эксплуатировала один пассажирский самолёт McDonnell Douglas MD-83.